# Derek Jacobi
Sir Derek George Jacobi (ur. 22 października 1938 w Londynie) – brytyjski aktor i reżyser teatralny, filmowy i telewizyjny. Za swoje zasługi dla teatru w 1994 roku otrzymał tytuł szlachecki.

## Życiorys

### Wczesne lata
Urodził się w dzielnicy Londynu – Leytonstone, w hrabstwie Essex, jako jedyne dziecko właściciela sklepu z tytoniem w Chingford – Alfreda George’a Jacobi i sekretarki Daisy Gertrude Masters, pochodzącej z niemieckiej rodziny chrześcijańskiej. Po ukończeniu szkoły średniej Leyton County High School studiował na Uniwersytecie Cambridge przed rozpoczęciem kariery teatralnej.

### Kariera
Jego talent został szybko zauważony i w 1965 roku zaangażowano go do roli Cassia w filmowej wersji dramatu szekspirowskiego Otello z Laurence Olivierem i Maggie Smith. W 1963 Laurence Olivier zaproponował mu prace założycielskie w londyńskim National Theater Company, z którym był związany do 1971.
W 1967 w telewizyjnej wersji komedii szekspirowskiej Wiele hałasu o nic wystąpił jako Don John, spokrewniony z Don Pedro. Jednocześnie Laurence Olivier powierzył mu rolę Andrei w swojej adaptacji sztuki teatralnej Antona Czechowa Trzy siostry z udziałem Alana Batesa. W 1972 w miniserialu Rodzina Straussów z Jane Seymour zagrał postać Josefa Lannera.
Prawdziwą sławę zdobył po zagraniu tytułowej kreacji w telewizyjnej serii BBC Ja, Klaudiusz na podstawie powieści historycznej Roberta Gravesa, za którą otrzymał nagrodę BAFTA i stał się jednym z najbardziej znanych aktorów w Wielkiej Brytanii.
Rola Adolfa Hitlera w telewizyjnej adaptacji powieści historycznej pt. Wewnątrz Trzeciej Rzeszy z Rutgerem Hauerem przyniosła mu nominację do nagrody Emmy. Za postać hochsztaplera w teledramacie wojennym CBS Dziesiąty człowiek z Kristin Scott Thomas po raz drugi odebrał nagrodę Emmy i był nominowany do nagrody Złotego Globu. Kolejną nagrodą Emmy został uhonorowany za rolę Jacksona Hedleya w sitcomie z 2001 roku pt. Frasier.
Pierwszą polską realizacją, w której wystąpił, była multimedialna produkcja zatytułowana: The dream Off Penderecki – Teatru Tworzenia (2013).
Derek Jacobi jest prominentnym zwolennikiem teorii, że Edward de Vere, 17. hrabia Oksford, był autorem dzieł Williama Szekspira.

## Życie prywatne
Jacobi jest gejem. W marcu 2006 roku, po 27 latach życia ze swoim partnerem Richardem Cliffordem, zarejestrował swój związek partnerski. Nastąpiło to cztery miesiące po tym jak wprowadzono w prawie tego typu związki w Wielkiej Brytanii.

## Filmografia

### Seriale
| Rok       | Nazwa serialu                 | Nazwa serialu            | Rola                      | Uwagi                             |
| Rok       | polska                        | oryginalna               | Rola                      | Uwagi                             |
| --------- | ----------------------------- | ------------------------ | ------------------------- | --------------------------------- |
| 1976      | Ja, Klaudiusz                 | I, Claudius              | Klaudiusz                 | 13 odcinków                       |
| 1994–1998 | Kroniki braciszka Cadfaela    | Cadfael                  | brat Cadfael              | 13 odcinków                       |
| 2004      | Agatha Christie: Panna Marple | Agatha Christie's Marple | Pułkownik Lucis Protheroe | 1 odcinek: Morderstwo na plebanii |
| 2007      | Doktor Who                    | Doctor Who               | profesor Yana / Mistrz    | 1 odcinek: Utopia                 |
| 2007–2010 | Dobranocny ogród              | In the Night Garden      | jako narrator             | 100 odcinków                      |
| 2016      | The Crown                     | The Crown                | książę Windsoru           | sezon 3                           |
| 2019–2023 | Dobry omen                    | Good Omens               | Metatron                  | 2 odcinki                         |

### Filmy
| Rok  | Nazwa filmu           | Nazwa filmu                    | Rola                               | Uwagi            |
| Rok  | polska                | oryginalna                     | Rola                               | Uwagi            |
| ---- | --------------------- | ------------------------------ | ---------------------------------- | ---------------- |
| 1965 | Otello                | Othello                        | Cassio                             |                  |
| 1973 | Dzień Szakala         | The Day of the Jackal          | Caron                              |                  |
| 1978 | Król Ryszard II       | Richard II                     | Król Ryszard II                    |                  |
| 1987 | Tajemniczy ogród      | The Secret Garden              | Archibald Craven                   | film telewizyjny |
| 1989 | Henryk V              | Henry V                        | Narrator                           |                  |
| 1996 | Hamlet                | Hamlet                         | Klaudiusz                          |                  |
| 2000 | Gladiator             | Gladiator                      | Gracchus                           |                  |
| 2001 | Pytanie do Boga       | The Body                       | Ojciec Lavelle                     |                  |
| 2001 | Niżyński              | The Diaries of Vaslav Nijinsky | głos Niżyńskiego                   |                  |
| 2001 | Klucz do Apokalipsy   | Revelation                     | Bibliotekarz                       |                  |
| 2005 | Niania                | Nanny McPhee                   | Pan Wheen (2005)                   |                  |
| 2006 | Underworld: Evolution | Underworld: Evolution          | Aleksander Corvinus                |                  |
| 2007 | Złoty kompas          | The Golden Compass             | Emisariusz Arbitra                 |                  |
| 2010 | Jak zostać królem     | The King’s Speech              | Cosmo Lang (Arcybiskup Canterbury) |                  |
| 2011 | Anonimus              | Anonimus                       | Narrator                           |                  |
| 2015 | Kopciuszek            | Cinderella                     | Król                               |                  |
| 2018 | Tomb Raider           | Tomb Raider                    | Yaffe                              |                  |

## Nagrody
| Rok  | Nagroda                           | Kategoria                                      | Tytuł                                                        |
| ---- | --------------------------------- | ---------------------------------------------- | ------------------------------------------------------------ |
| 1977 | Nagroda BAFTA                     | Najlepszy aktor telewizyjny                    | Ja, Klaudiusz (1976)                                         |
| 1983 | Laurence Olivier Award            | Najlepszy aktor w sztuce                       | Cyrano de Bergerac (1982)                                    |
| 1983 | Nagroda „London Evening Standard” | Najlepszy aktor                                | Wiele hałasu o nic (1984)                                    |
| 1985 | Tony Award                        | Najlepszy aktor w odrodzeniu                   | Wiele hałasu o nic (1984)                                    |
| 1987 | Nagroda „London Evening Standard” | Najlepszy aktor                                | Mała Dorrit (1987)                                           |
| 1989 | Nagroda Emmy                      | Najlepszy aktor drugoplanowy w miniserialu     | Dziesiąty człowiek (The Tenth Man, 1988)                     |
| 1999 | Nagroda „London Evening Standard” | Najlepszy aktor                                | Love Is the Devil – Szkic do portretu Francisa Bacona (1998) |
| 2001 | Nagroda Emmy                      | Najlepszy gościnny występ w serialu komediowym | Frasier (2000)                                               |
| 2001 | Nagroda Gildii Aktorów Ekranowych | Znakomita obsada w filmie                      | Gosford Park (2001)                                          |
| 2009 | Laurence Olivier Award            | Najlepszy aktor                                | Wieczór Trzech Króli (2008)                                  |
| 2010 | Nagroda Gildii Aktorów Ekranowych | Znakomita obsada w filmie                      | Jak zostać królem (2010)                                     |